# Classe Chamois
La classe Chamois est une classe d'avisos dragueurs de mines dont la construction commence en 1939. Avec le début de la Seconde Guerre mondiale, le destin de ses unités est très varié, certains navires étant terminés par les Allemands et d'autres mis en service dans les Forces navales françaises libres. La construction d'une grande partie d'entre eux sera annulée. Certains seront terminés après la guerre, tel le Commandant Amyot d'Inville, qui restera en service jusqu'en 1964.

## Histoire
La conception des navires de la classe Chamois est proche de ceux de la classe Élan, mis à part leur teugue. Tout comme ceux-ci, ils ne sont pas utilisés comme dragueurs de mines.
La construction d'une première série de douze navires est lancée en 1939. Les cinq premiers sont achevés en 1940 et entrent au service de la marine de Vichy. Quatre autres, lancés entre 1942 et 1944 sont achevés par les Allemands et les Italiens, et entrent en service dans leur marine respective,.

## Navires de la classe

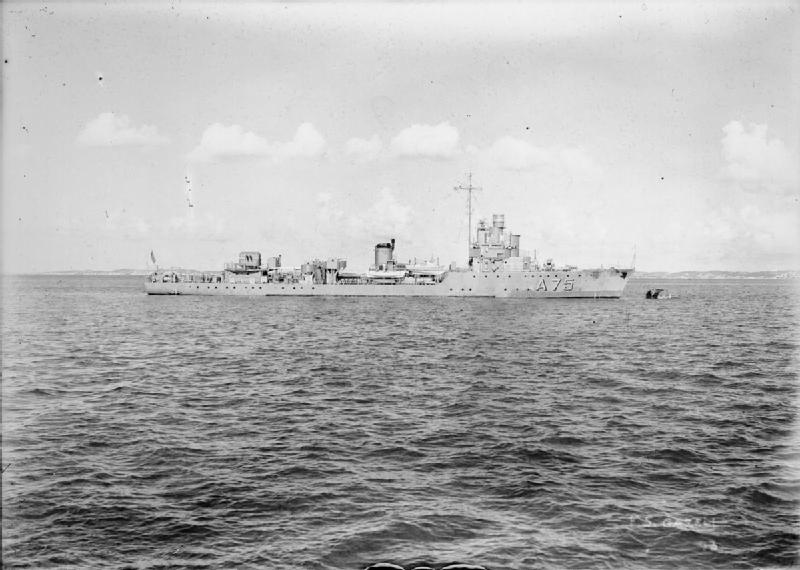
L'aviso Gazelle au sein des FNFL.

| Noms par ordre chronologique              | En service dans                                                           | Quille | Lancement | Sort final |
| ----------------------------------------- | ------------------------------------------------------------------------- | ------ | --------- | --- |
| Alfred de Courcy Commandant de Pimodan    | Marine nationale                                                          | 1939   | 1941      | Entre en service dans la marine française en 1947, démoli en janvier 1966                                                                                      |
| Amiral Duperré                            | -                                                                         | 1939   | -         | Abandonné en juin 1940 |
| Amiral Gourdon                            | -                                                                         | 1939   | -         | Abandonné en 1940 |
| Amiral Sénès SG 16 SG 21                  | Kriegsmarine                                                              | 1939   | 1942      | Entre en service dans la Kriegsmarine en 1944 puis sabordé à Marseille                                                                                         |
| Annamite Chamois El Lahic                 | Forces navales françaises libres Marine nationale Marine royale marocaine | 1938   | 1939      | Entre en service dans les Forces navales françaises libres en 1942, modernisé en 1948, vendu au Maroc en 1961                                                  |
| Chamois SG 21                             | Marine nationale Kriegsmarine                                             | 1936   | 1938      | Sabordé à Toulon en 1942, restauré par les allemands, coulé en 1943 puis en 1944                                                                               |
| Chevreuil Destur                          | Marine nationale Forces navales françaises libres Marine tunisienne       | 1937   | 1939      | Saisi par les Britanniques dans le port de Portsmouth, il est restitué aux FNFL avec lesquelles il participe activement à la guerre. Cédé à la Tunisie en 1959 |
| Enseigne Ballande SG 17                   | -                                                                         | 1939   | 1942      | Capturé à quai par les Allemands à quai en 1942, mais n'entre jamais en service                                                                                |
| Enseigne Bisson                           | -                                                                         | 1939   | -         | Abandonné en juin 1940 |
| Gazelle                                   | Marine nationale Forces navales françaises libres                         | 1937   | 1939      | Participe à la bataille de Dakar avec les forces de Vichy avant de rejoindre les Forces navales françaises libres en 1942. Vendu en 1961                       |
| L'Ambitieuse Bisson                       | Marine nationale                                                          | 1939   | 1946      | Entre en service dans la marine française en 1947, démoli en 1964                                                                                              |
| La Furieuse                               | -                                                                         | 1939   | -         | Annulé en 1940 |
| La Généreuse                              | -                                                                         | 1939   | -         | Abandonné en juin 1940 |
| L'Heureuse                                | -                                                                         | 1939   | -         | Abandonné en juin 1940 |
| La Joyeuse                                | -                                                                         | 1939   | -         | Annulé en 1940 |
| La Malicieuse                             | -                                                                         | 1939   | -         | Abandonné en juin 1940 |
| La Preneuse Commandant Ducuing            | -                                                                         | 1939   | -         | Abandonné en juin 1940 |
| La Rieuse                                 | -                                                                         | 1939   | 1948      | Abandonné en 1948 |
| La Sérieuse                               | -                                                                         | 1939   | -         | Abandonné en juin 1940 |
| ex-Bambara La Surprise                    | Marine nationale                                                          | 1938   | 1939      | Coulé au large d'Oran le 8 novembre 1942 |
| La Trompeuse                              | -                                                                         | 1939   | -         | Annulé en 1940 |
| La Victorieuse Commandant Amyot d'Inville | Marine nationale                                                          | 1939   | 1947      | Abandonné en juin 1940, la construction reprend après la guerre. Lancé en 1947, il est retiré du service en 1966                                               |
| Matelot Leblanc SG 14                     | Kriegsmarine                                                              | 1939   | 1942      | Entre en service dans la Kriegsmarine en 1943, coulé au large de Capri en 1944                                                                                 |
| Rageot de la Touche SG 15 UJ2229          | Kriegsmarine                                                              | 1939   | 1942      | Entre en service dans la Kriegsmarine en 1943, coulé par le sous-marin britannique HMS Universal au large de Gênes en 1945                                     |